# Aninoasa (Argeș)
Aninoasa é uma comuna romena localizada no distrito de Argeş, na região de Muntênia. A comuna possui uma área de 47.00 km² e sua população era de 3315 habitantes segundo o censo de 2007.